# Aeroportul Cox's Bazar
Aeroportul Cox's Bazar (IATA: CXB, ICAO: VGCB) este un aeroport din Bangladesh ce deservește zona Cox's Bazar. Aeroportul a fost tranzitat în 2018 de 539.000 de pasageri. A fost numit după zona deservită.
Situat la o altitudine de 4 m, aeroportul dispune de o singură pistă. Este operat de Civil Aviation Authority of Bangladesh⁠(d).